# Aedeomyia pauliani
Aedeomyia pauliani är en tvåvingeart som beskrevs av Alexis Grjebine 1953. Aedeomyia pauliani ingår i släktet Aedeomyia och familjen stickmyggor.
Artens utbredningsområde är Madagaskar. Inga underarter finns listade i Catalogue of Life.